# Le Valli della Fede
Le Valli della Fede è un percorso escursionistico che collega i santuari minori del Biellese centrale e orientale con la Madonna del Sasso, sul Lago d'Orta.

Il progetto è stato realizzato da quattro comunità montane: Valle di Mosso, Valsessera, Valsesia e Cusio Mottarone. Il suo tracciato è ispirato al percorso che San Carlo Borromeo ripeté presumibilmente più volte durante gli anni nei quali fu arcivescovo di Milano (1565- 1584).

## Percorso

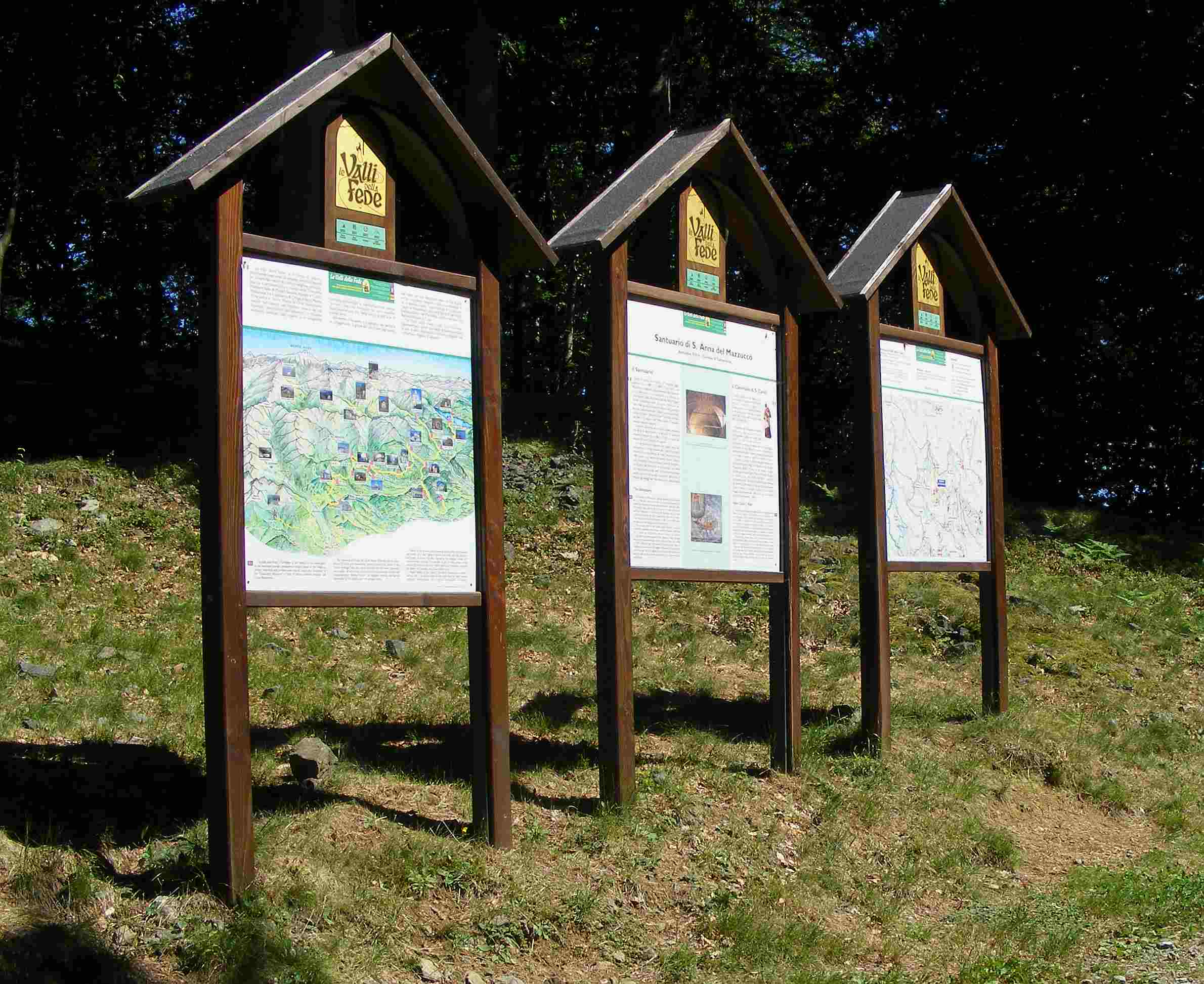
I pannelli informativi del trekking al Santuario del Mazzucco

Il trekking attraversa una ampia zona di collina e bassa montagna delle province di Biella, Vercelli e del Verbano-Cusio-Ossola.

Il ramo principale dell'itinerario è prevalentemente orientato in senso est-ovest e, partendo dal Santuario di Banchette (Bioglio), percorre la valle dello Strona di Mosso e la bassa Valsessera; attraversa quindi Borgosesia e raggiunge il Santuario della Madonna del Sasso e il vicino Lago d'Orta.

Sono però anche possibili digressioni che permettono di visitare il Santuario di Oropa, il Colle Sant'Emiliano (Sostegno) e il Sacro Monte di Varallo.

## Caratteristiche
Le Valli della Fede è nato come percorso pedonale, ma è per buona parte percorribile anche in Mountain bike, anche se alcuni tratti risultano piuttosto tecnici.
Pannelli con notizie storico-artistiche e con le cartine di dettaglio sulle zone attraversate sono posizionati in prossimità dei principali luoghi di culto toccati mentre ai bivi è presente di solito un segnavia fissato a colonnine di legno.

Il percorso si svolge in genere su sentiero o su strada sterrata, ma presenta tratti di asfalto a volte anche abbastanza lunghi.

## Principali santuari

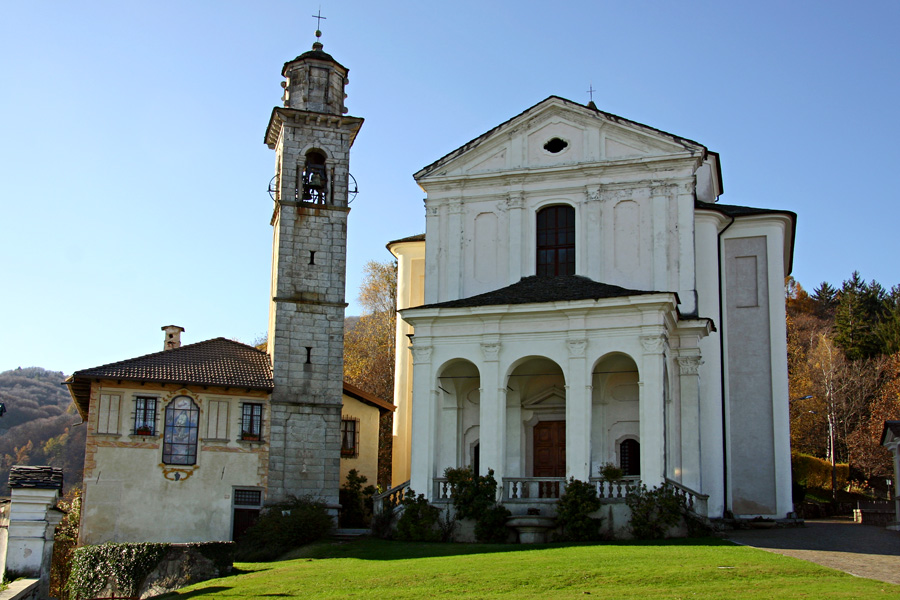
La Madonna del Sasso, il punto di arrivo dell'itinerario

Tra i principali edifici di culto raggiunti da Le Valli della Fede si possono ricordare: 
- Santuario di Banchette (Bioglio, BI);
- Santuario del Mazzucco (Camandona, BI);
- Santuario di Nostra Signora della Brughiera (Trivero, BI);
- Santuario della Novareia (Portula, BI);
- Santuario del Cavallero (Coggiola, BI);
- Santuario di Moglietti (Coggiola, BI);
- Santuario della Brugarola (Ailoche, BI);
- Santuario Madonna della Fontana (Crevacuore, BI);
- Santuario dell'Addolorata (Postua, VC);
- Madonna del Carretto (Guardabosone, VC);
- Santa Maria di Vanzone (Borgosesia, VC);
- Madonna del Sasso (Madonna del Sasso, VB).